# 7月26日運動

7月26日運動の旗

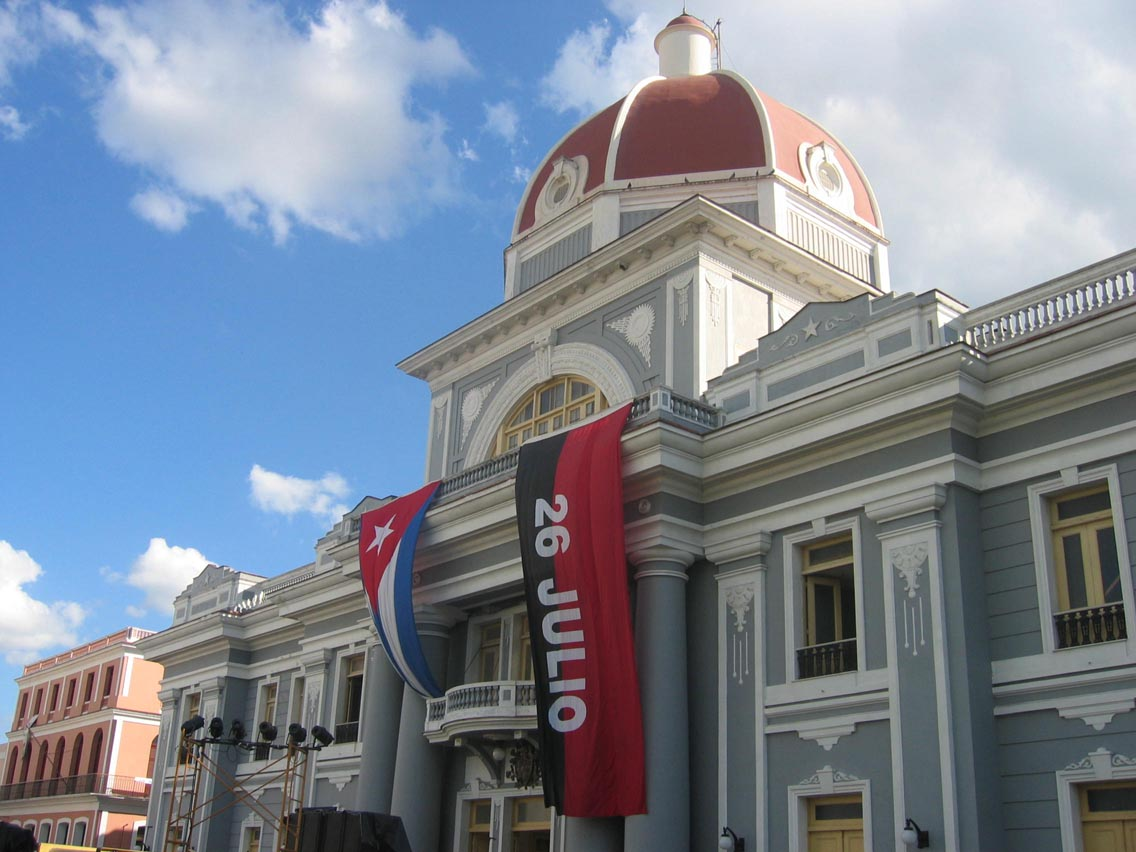
歴史博物館（シエンフエーゴス）

7月26日運動（スペイン語: Movimiento 26 de Julio; M-26-7、英語: 26th of July Movement）は、1959年にバティスタ政権転覆を行った、フィデル・カストロにより率いられた革命運動組織。

## 概要
- 組織の起源は、1953年7月26日に行われたモンカダ兵営襲撃の日付に由る。襲撃は鎮圧されたが、生き残ったフィデル・カストロらがメキシコに亡命し、バティスタ政権転覆の為に、1955年に新たな同志を募って82名で再結成された。(フィデルとラウルのカストロ兄弟、カミロ・シエンフェゴス、チェ・ゲバラを含む）
- 1956年12月2日、82名はヨット「グランマ号」で、トゥスパン（ベラクルス州, メキシコ）からキューバに上陸。日中に上陸を行った為に、キューバ空軍により攻撃、2日後に生き残った16名はマエストラ山脈で再編成。ゲバラは、山中でキューバ軍により負傷。この戦いは、以降約2年間続き1959年1月大晦日に、バティスタがキューバを脱出したことにより終わりを迎えるキューバ革命の発端。
- 革命後、カストロは政権を獲得し、7月26日運動は他の政治組織を併合し、キューバ社会主義者革命連合党 (Partido Unido de la Revolución Socialista de Cuba, PURSC、今のキューバ共産党) を形成。
- 7月26日運動の旗は、現在もキューバ革命軍制服の肩にキューバ革命のシンボルとして使用されている。